# 神奈川タクシーセンター
一般財団法人神奈川タクシーセンター（いっぱんざいだんほうじんかながわタクシーセンター）は、横浜市・川崎市・横須賀市・三浦市地区及びその他の県内の市町村のタクシー乗務員登録業務及び地理試験代行業務（地理試験は横浜・川崎・横須賀・三浦地区のみ）を行う一般財団法人である。

## 概要
神奈川県内のタクシー乗務員の登録や新人講習及び地理試験代行業務及び苦情によるタクシー乗務員の指導並び県内のタクシー乗り場設置などを行う機関で、2009年（平成21年）8月27日に設立され、翌2010年4月1日に実施された。東京タクシーセンター・大阪タクシーセンターに次ぎ3番目に設置された。

## 沿革
- 2009年（平成21年）8月27日 - 設立
- 2010年（平成22年）4月1日 - 実施
- 2015年（平成27年）10月1日 - B地区乗務員登録及びB地区認定講習実施機関